# Tetrataxis (protista)
Tetrataxis, en ocasiones erróneamente denominado Artetraxoum, es un género de foraminífero bentónico de la familia Tetrataxidae, de la superfamilia Tetrataxoidea, del suborden Fusulinina y del orden Fusulinida. Su especie tipo es Tetrataxis conica. Su rango cronoestratigráfico abarca desde el Tournaisiense (Carbonífero inferior) hasta el Moscoviense (Carbonífero superior).

## Discusión
Clasificaciones más recientes incluyen Tetrataxis en el suborden Endothyrina, del orden Endothyrida, de la subclase Fusulinana y de la clase Fusulinata.

## Clasificación
Se han descrito numerosas especies de Tetrataxis. Entre las especies más interesantes o más conocidas destacan:
- Tetrataxis conica †
- Tetrataxis inflata †
- Tetrataxis maxima †

Un listado completo de las especies descritas en el género Tetrataxis puede verse en el siguiente anexo.
En Tetrataxis se ha considerado el siguiente subgénero:
- Tetrataxis (Globotetrataxis), aceptado como género Globotetrataxis